# آمبوهیمانجاکا
آمبوهیمانجاکا (به لاتین: Ambohimanjaka) یک منطقهٔ مسکونی در ماداگاسکار است که در آمبوهیدراتریمو واقع شده‌است. آمبوهیمانجاکا ۵٬۲۸۴ نفر جمعیت دارد و ۱٬۲۴۹ متر بالاتر از سطح دریا واقع شده‌است.